# مسجد ثقة الإسلام
مسجد ثقة الإسلام هو مسجد تاريخي يعود إلى عصر القاجاريون، ويقع في تبريز.